# Christophe de Margerie
Christophe de Margerie (6. srpna 1951 Mareuil-sur-Lay-Dissais, Francie – 20. října 2014 Moskva, Rusko) byl francouzský byznysmen. V letech 2007 – 2014 byl do své tragické smrti šéfem francouzského koncernu Total. Zemřel při letecké nehodě, když se jeho letadlo při pokusu o vzlet střetlo s uklízecím strojem (který byl řízen opilým[zdroj⁠?!] mužem) a vzňalo se. Zahynuli všichni čtyři lidé na palubě letadla, zatímco opilý[zdroj⁠?!] muž nehodu přežil a byl vzat do vazby.